# بيتر هوخشورنر
بيتر هوخشورنر (Peter Hochschorner) هو لاعب أولمبي لرياضة كانو-كاياك من سلوفاكيا. شارك في الأولمبياد الصيفي في 2000–2012، وفاز بما مجموعه 4 ميداليات.

## الميداليات
| ذهب | فضة | برونز | المجموع |
| 3   | 0   | 1     | 4       |

## روابط خارجية
- بيتر هوخشورنر على موقع الاتحاد الدولي للكانو (الإنجليزية)
- بيتر هوخشورنر على موقع اللجنة الأولمبية الدولية (الإنجليزية)
- بيتر هوخشورنر على موقع أوليمبيديا (الإنجليزية)
- بيتر هوخشورنر على موقع اللجنة الأولمبية السلوفاكية (السلوفاكية)